# Ваљала (општина)
Општина Ваљала (ест. Valjala vald) рурална је општина у југоисточном делу округа Сарема на западу Естоније.
Општина обухвата југоисточни део острва Сареме и заузима територију површине 180,02 km². Граничи се са општинама Лајмјала на истоку, Пихтла на западу и Лејси на северу.
Према статистичким подацима из јануара 2016. на територији општине је живело 1.324 становника, или у просеку око 7,4 становника по квадратном километру.
Административни центар општине налази се у селу Ваљала у ком живи око 500 становника.
На територији општине налазе се 33 села. 
У селу Ваљала налази се лутеранска црква чија је градња започела 1227. године, и то је уједно најстарији верски објекат у целој Естонији.